# Оністрат Андрій Аркадійович
Оністрат Андрій Аркадійович (нар. 8 жовтня 1973, Київ) — український військовий, бізнесмен, банкір, віце-президент Федерації триатлону України, спортсмен, головував у спостережній раді Публічного Акціонерного Товариства «Банк Національний кредит», мажоритарний акціонер банку.

## Життєпис

### Освіта
У 2002 році закінчив Київський національний економічний університет імені Вадима Гетьмана і здобув освітньо-кваліфікаційний рівень «магістр фінансового менеджменту». У 2005 році став кандидатом економічних наук та доцентом кафедри банківської справи КНЕУ; доцент кафедри міжнародних фінансів КНЕУ.

### Банківська кар'єра
- з 26 грудня 2002 року по 6 лютого 2004 року — заступник керуючого Київської міської філії АКБ «Укрсоцбанк»;
- з 6 лютого 2004 року по 17 жовтня 2008 року — керуючий Київською обласною філією АКБ «Укрсоцбанк»;
- з січня по червень 2009 року — перший заступник Голови Правління «Партнер-Банку»;
- з 21 грудня 2009 року — Голова Спостережної ради, власник ПАТ «Банк Національний кредит».

Досягнення Андрія Оністрата на посаді керівника Київської обласної філії АКБ «Укрсоцбанк»:
- кредитний портфель філії виріс більш ніж у 130 разів — до 1300 млн грн.;
- було відкрито 7 нових та суттєво покращено якість роботи існуючих відділень;
- за 3 роки частка відділень у сукупних доходах філії зросла з 30-40 до 50-60 %;
- на момент відходу Андрія Оністрата з «Укрсоцбанку» прибуток до оподаткування Київської обласної філії склав 48 млн грн.

Після зміни власників АКБ «Укрсоцбанк» (банк був викуплений італійською групою Unicredit) новий менеджмент на чолі з Джанні Ф. Папа почав проводити реструктуризацію банку, скорочуючи число філій. У цей період Андрій Оністрат покинув Київську обласну філію «Укрсоцбанку» і зосередився на пошуку майданчика для розвитку власної банківської структури.
Досягнення Андрія Оністрата на посаді Голови Спостережної Ради ПАТ «Банк Національний кредит»:
- ПАТ «Банк Національний кредит» став першим українським банком, який зумів впоратися з фінансовими труднощами після введення тимчасової адміністрації НБУ під час економічної кризи 2008 року за рахунок коштів приватного інвестора;
- ПАТ «Банк Національний кредит» виконав всі зобов'язання перед кредиторами після того як з банку була виведена тимчасова адміністрація НБУ;
- ПАТ «Банк Національний кредит» 23 листопада 2010 року достроково погасив кредит рефінансування НБУ, виданий для підтримки ліквідності банку наприкінці 2009 року.

5 червня 2015 року Національний банк України відніс ПАТ «Банк Національний кредит» до категорії неплатоспроможних. Відшкодування коштів фізичних осіб — клієнтів банку у межах гарантованої суми здійснюватиме Фонд гарантування вкладів фізичних осіб.

### Федерація тріатлону України
29 листопада 2012 року в Будинку відпочинку «Воронцово» (м. Ялта) на звітно-виборчій конференції Федерації триатлону України Оністрат Андрій Аркадійович був обраний на посаду віце-президента Федерації триатлону України.[джерело?]
Андрій Оністрат відповідальний за розвиток неолімпійських видів триатлону, триатлону серед вікових груп, аматорського триатлону; куратор Континентальної триатлонної Ліги.[джерело?]

### Бізнес
Компанії, засновані Андрієм Оністратом:
- «БілетівСВІТ» — агентство з продажу авіаквитків;
- «Інфо300» — платна інформаційно-сервісна служба для користувачів мобільних телефонів;
- «Платёжка» — мережа платіжних терміналів в Україні.

У 2011 році щотижневе ділове видання «Інвестгазета» включило Андрія Оністрата до рейтингу «100 нових капіталістів України», відзначивши його як талановитого «кризис-менеджера».
У 2012 році Андрій Оністрат був номінований на звання Фінансист року в незалежному Національному рейтингу України «Людина року».
У червні 2015 року, НБУ визнав банк ПАТ «Банк Національний кредит» неплатоспроможним. Цим кроком НБУ продовжив свою діяльність по виведенню російських банків-резидентів з фінансового ринку України.

### Медіа
З березня 2020 року став ведучим шоу «Рішає Оністрат» на каналі ICTV. Реаліті-шоу «Рішає Оністрат» є українською адаптацією російського реаліті-шоу «Решала» з Владом Чижовим.

### Участь у війні
14 серпня 2022 року, після повномасштабного російського вторгнення в Україну, долучився до ЗС України. Декілька місяців воював у складі Альфи (спецпідрозділу СБУ).
Спершу працював на Харківському напрямку, Балаклія, Ізюм, навколишні села. Взимку перебував в напрямку Бахмута. 
У квітні 2023 Андрію вдалося перевестися в Сухопутні війська ЗСУ в 68 окрему єгерську бригаду, щоб служити поруч з сином Остапом . Разом вони воювали на Вугледарському напрямку.
На серпень 2023 року — командир роти ударних безпілотників "Шершні Довбуша" 68 окремої єгерської бригади ім. Олекси Довбуша.

## Родина та особисте життя
Одружений. Є батьком 6 дітей. Вперше став батьком в 18 років. Перебуває в цивільному шлюбі з телеведучою Валентиною Хамайко, з якою має чотирьох дітей: Соломію, Михайла, Мирославу та Андрія. 
21-річний син від попереднього шлюбу, Остап, загинув влітку 2023 року поблизу міста Вугледар на Донеччині.

## Скандал
Восени 2012 року Андрій Оністрат виявився залученим у скандал у Федерації легкої атлетики України, коли група спортсменів-учасників Олімпіади 2012 року звинуватила керівництво Федерації в корупційних схемах і нецільовій розтраті коштів під час підготовки збірної України з легкої атлетики до Олімпійських ігор 2012 року. На прес-конференції ФЛАУ 19 вересня 2012 року спортсмени представили А. Оністрата як кандидата на пост президента Федерації легкої атлетики України.